# 부비 (전진)
진 애평황제 부비(秦 哀平皇帝 苻丕, ? ~ 386년, 재위 : 385년 ~ 386년)는 중국 오호십육국시대 전진의 제4대 황제로, 자는 영숙(永叔)이며, 약양군 임위현(臨渭縣) 사람이다. 제3대 황제 부견(선소제)의 서장자로, 무예와 용맹이 뛰어나 등강과 함께 관우·장비에 비견되는 만인적(萬人敵)으로 불렸다. 비록 그는 부견의 태자가 아니었지만, 비수대전 이후에는 업성에서 후연의 군주 모용수와 한동안 대치하며 공방전을 벌였고, 385년 부견이 후진의 창건자 요장의 손에 죽고 동생인 태자 부굉이 동진으로 망명하자, 부견의 뒤를 이어 황제의 자리에 올라 서연·후연·후진과의 항전을 이어갔다. 그러나 386년 서연의 군주 모용영에게 패하였고, 최후에는 낙양을 향해 진격하던 중 동진의 장군 풍해(馮該)가 이끄는 동진군을 맞아 싸우다 죽임을 당했다.

## 생애
부비는 부견(苻堅)의 서장자(序長子)로 장락공(長樂公)에 봉해졌다. 383년 비수대전(淝水大戰) 무렵에 업(鄴)에 주둔하여 하북 일대를 수비하는 임무를 맡았다. 부견이 비수에서 대패하자 각지에서 반란이 일어났는데, 부비는 모용수(慕容垂)를 시켜서 적빈(翟斌)이 일으킨 반란을 진압하도록 하였다.
부비는 모용수가 모반할 것을 두려워하여 이를 견제하도록 부비룡(苻飛龍)을 함께 파견하였으나 모용수는 부비룡을 죽이고 384년 후연(後燕)을 건국하였다.
부비가 업에서 농성하는 가운데 모용수는 업을 포위하고 하북 각지를 점령하였다. 385년 4월까지 치열하게 농성전을 벌인 부비는 동진(東晉)의 원군에 힘입어 포위를 물리치는데 성공하였다. 이후 업을 버리고 장안으로 돌아가려던 부비는 8월에 부견이 죽었다는 소식을 듣고 진양(晉陽)으로 들어가 황제에 즉위하였다.
부비는 농서(隴西) 지역에서 후진(後秦), 서연(西燕)에 항전하는 세력들을 규합·통제하는 한편 당면한 적인 후연에 맞서서 전쟁을 벌였다. 농서 지역과 부비의 진양은 후진, 서연 등에 의해 단절되어 있었기 때문에 농서의 전진 세력들은 사실상 독자적인 세력이었다.
386년 8월, 부비는 후연의 공격을 이기지 못하여 진양을 버리고 남하하였는데, 평양(平陽)에서 서연 모용영(慕容永)의 공격을 받아 패주하였다. 부비는 일족에게 죽임을 당할 것을 두려워하여 잔병을 모아 낙양(洛陽)을 공격하려 하였으나 동진의 반격을 받아 전사하였다.
부등(苻登)이 황제에 즉위한 후에 애평제(哀平帝)라고 시호를 올렸다.

## 참고자료
- 《자치통감(資治通鑑)》
- 《진서(晉書)》

| 전임 아버지 선소제 부견 | 제4대 전진의 황제 385년 ~ 386년 | 후임 족형제 고제 부등 |